# São Vicente (Lisbona)
São Vicente è una freguesia del Portogallo e un quartiere della città di Lisbona. Conta 13 956 abitanti (2021) e ricopre un'area di 1,99 km². La freguesia è nata in seguito all'accorpamento delle freguesias di Graça, São Vicente de Fora e Santa Engrácia, determinato dalla riforma amministrativa del 2012.

## Monumenti e luoghi d'interesse
- Calçada da Graça
- Largo da Graça
- Miradouro da Senhora do Monte
- Miradouro Sophia de Mello Breyner Andresen
- Monastero di São Vicente de Fora
- Chiesa di Santa Engrácia
- Chiesa di Nostra Signora della Porziuncola
- Museu da Água, in Rua do Alviela, n.º 12
- Stazione di Lisbona Santa Apolónia
- Palácio dos Condes de Figueira, in Calçada da Graça